# Конайколь
Конайколь (Кунайколь) (каз. Құнайкөл) — озеро в Костанайском районе Костанайской области Казахстана. Находится в 11 км к востоку от посёлка Качар и в 10 км к северо-западу от села Светлый Жарколь.
По данным топографической съёмки 1943 года, площадь поверхности озера составляет 1,02 км². Наибольшая длина озера — 1,6 км, наибольшая ширина — 1,1 км. Длина береговой линии составляет 4,4 км, развитие береговой линии — 1,21. Озеро расположено на высоте 188 м над уровнем моря.